# Mercedes-Benz W639
Mercedes-Benz 639 (W 639 для звичайної версії, V 639 для подовженої версії) — сімейство невеликих фургонів і мікроавтобусів, що виготовлялися компанією Mercedes-Benz з 2003 ро 2014 рік. Попередником моделі був W 638. На відміну від нього він має задній привід. Серія поставлялася у варіанті транспортера (Vito) і варіанті пасажирського фургона (Viano) і доступна з двома різними колісними базами, трьома довжинами та двома висотами даху. Споряджена маса становить від 1790 до 2190 кг. У 2005 році Vito був визнаний фургоном року.
Наступник серії 639 був представлений 31 січня 2014 року. Це знову продається як V-клас і згадується внутрішньо як 447 серія.

## Опис

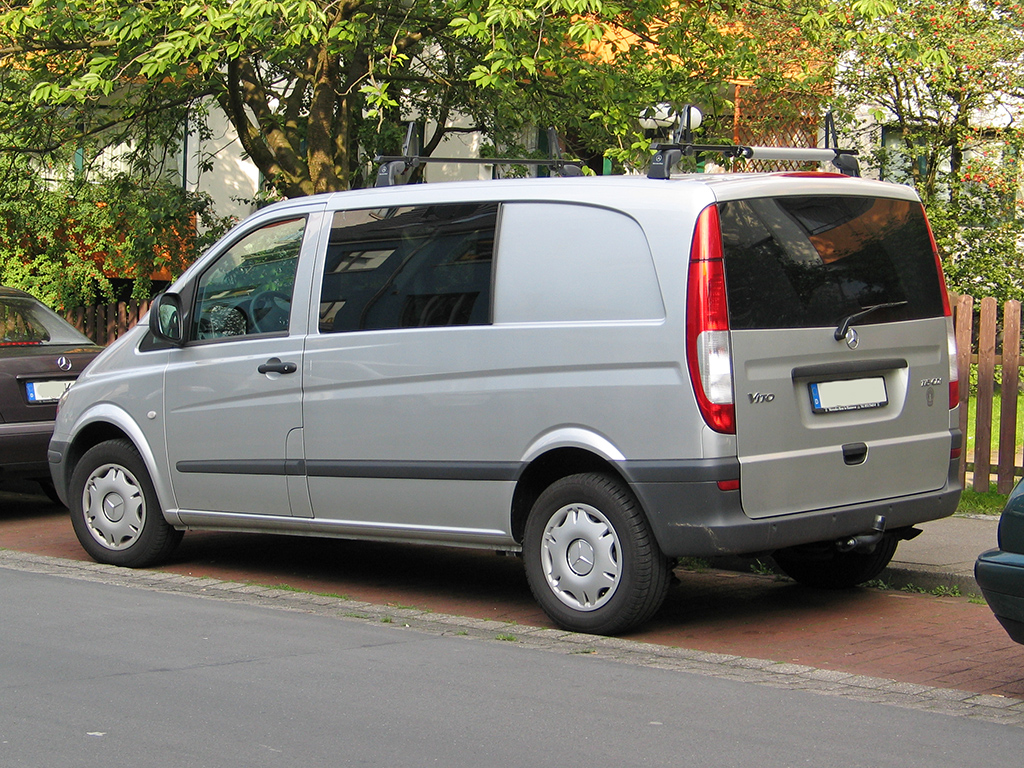
Mercedes-Benz Vito 115 CDi (2003-2010)

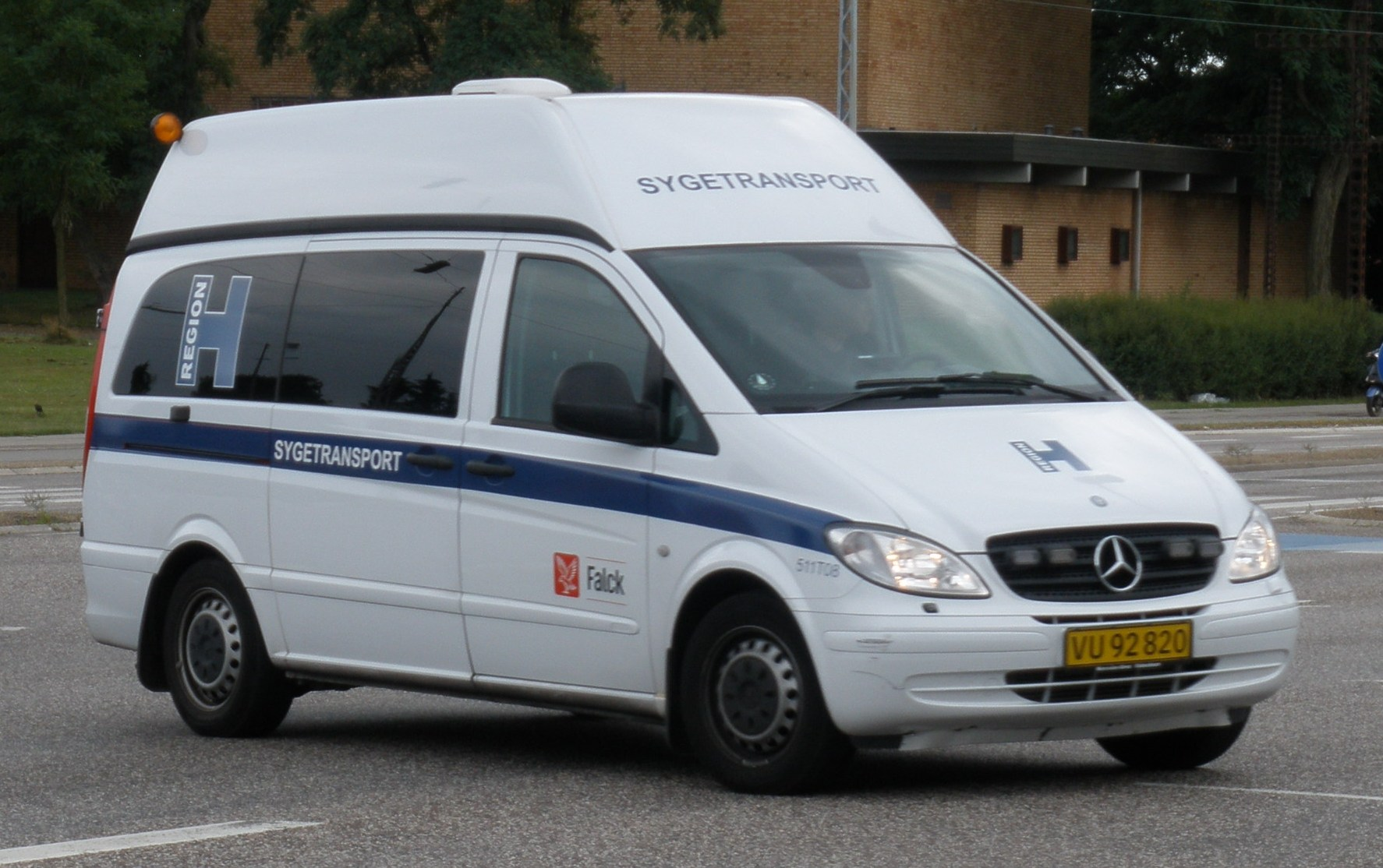

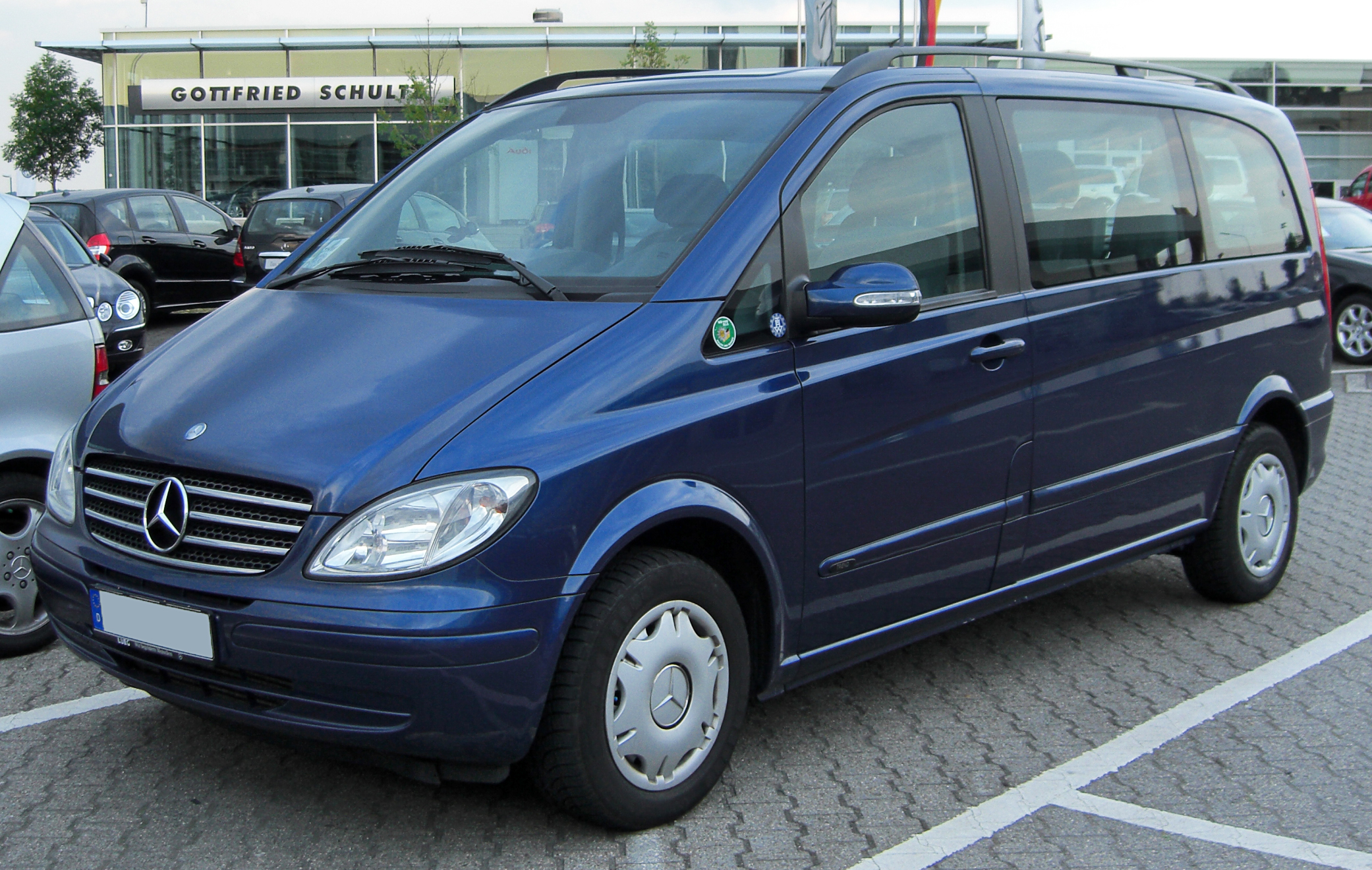
Mercedes Viano 2.2 Trend (2003-2010)

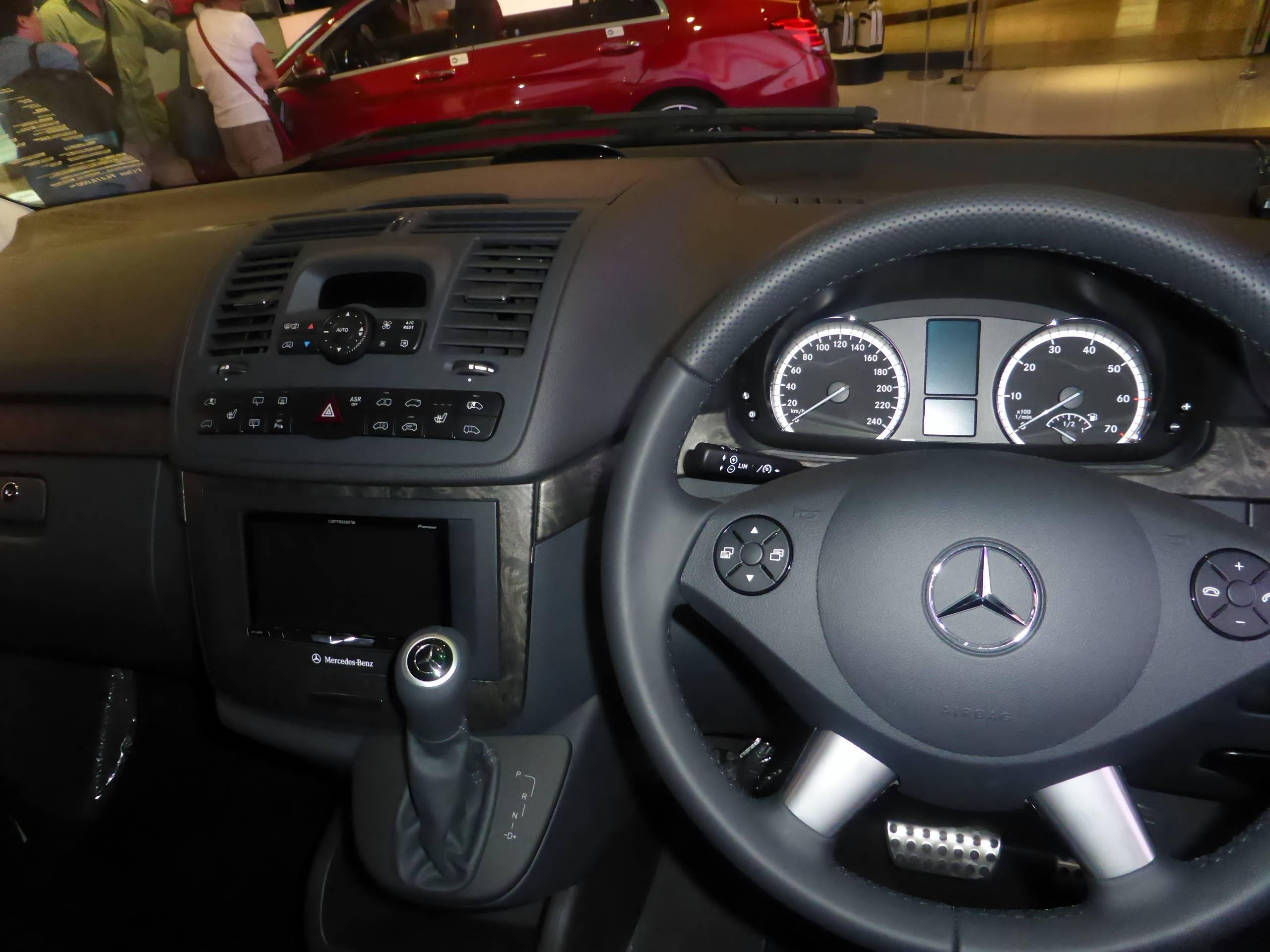

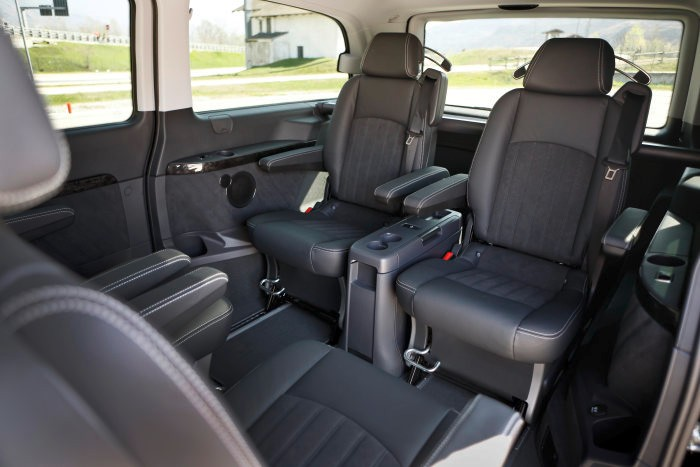

У 2003 році DaimlerChrysler замість ґрунтовної модернізації моделей на зміну старим Vito і V-класу представляє повністю нові машини — Vito і Viano. Ці дві моделі, які компанія випустила одночасно, зовні схожі один на одного, але абсолютно різні за своєю суттю. Mercedes-Benz Vito представлений відразу в трьох іпостасях: вантажний фургон, вантажопасажирський фургон і місткий мікроавтобус. Для виробництва нової моделі корисна площа на іспанському заводі у Віторії була збільшена майже вдвічі. На новій території було побудовано новий цех складання непофарбованого кузова, в якому працюють 550 найсучасніших промислових роботів, новий лакофарбовий цех і новий цех кінцевого складання. Починаючи з осені 2003 року новий Mercedes-Benz Vito поступово почав замінювати малотоннажні комерційні автомобілі.
Vito другого покоління поставляється з трьома варіантами довжини кузова (найкоротший Compact — 4748 мм; Long — 4993 мм; найдовший Extralong — 5223 мм), двома розмірами колісної бази (3200 і 3430 мм), двома варіантами даху (низьким та високим, з корисним об'ємом від 4.65 до 6.49 м3, довжиною вантажного відсіку 2224-3099 мм) і п'ятьма двигунами потужністю від 88 до 218 к.с. З 2005 року з'явиться середній варіант даху. Одними з найпривабливіших пропозицій є так званий Panel van — фургон з корисним об'ємом кузова 6.49 м3 (на попереднику — максимум 4.8 м3) і вантажопідйомністю до 1140 кг і шестимісний Vito Mixto для комбінованих вантажопасажирських перевезень з об'ємом багажного відділення 970 л. Він приймає на борт до шести чоловік і може перевозити великі вантажні об'єми. Тим, кому важлива кількість місць в салоні, може сподобатися Vito, розрахований на перевезення 9-ти осіб, включаючи водія, при цьому вільним залишиться ще приблизно один кубометр вантажного відділення, де можна розмістити дорожній багаж.
Істотна відмінність Vito нового покоління — повністю новий кузов. При будь-якому варіанті колісної бази — 3200 мм або 3430 мм — на Vito встановлюються нові ковзаючі бічні двері, які значно полегшують процес завантаження багажу в машину. Розміри задніх дверей фургона з кутом відкриття 180° і 270°, які можна замовити замість підйомних задніх дверей, дозволяють з легкістю виконувати вантажно-розвантажувальні роботи. Отвір багажного відділення між колісними арками становить 1277 мм, під передніми сидіннями також можна розмістити вантаж, що означає додаткові 200 мм корисної довжини при будь-якому розмірі колісної бази. Максимальне навантаження на дах становить 150 кг.
У конструкції нових Vito від попередників не залишилося по суті нічого спільного. Якщо колишні Vito і V-клас були передньопривідними, з поперечним розташованим силовим агрегатом, то тепер двигун і коробка передач розташовуються поздовжньо, а привід — задній. Це дозволило позбутися вібрацій на кермовому колесі, а також збільшити пасивну безпеку. Розробники оснастили автомобілі такими системами безпеки: це система автоматичного регулювання динаміки автомобіля ESP, що включає антиблокувальну систему ABS, антипробуксовочну систему ASR, електронну систему розподілу гальмівних сил і гідравлічну систему екстреного гальмування. Триточкові ремені безпеки на всіх сидіннях, натягувачі стрічки ременя безпеки на сидіннях водія і переднього пасажира входять в серійну комплектацію. Подушка безпеки для водія встановлюється у всіх версіях, а для переднього пасажира — у версії «універсал». Крім цього, на стороні переднього пасажира за бажанням можуть встановлюватися подвійні подушки безпеки й віконні подушки безпеки. Разом з сидіннями підвищеної комфортності (опція) також пропонуються нові бічні подушки безпеки для захисту грудної клітки. Істотно покращилася реакція автомобіля при зіткненні з перешкодою: підвищилася його міцність, жорсткість, удосконалилися характеристики вигину, перекосу і скручування для всіх версій. У передній частині розташовані деформуються зони, які при зіткненні поглинають максимальну частину кінетичної енергії, а при незначних ДТП запобігають ушкодженню поздовжніх балок рами. Крім цього безпеку автомобіля забезпечують також серійно встановлюються петлі для кріплення багажу, система напрямних для кріплення багажу у вантажному відсіку фургонів, а також різноманітні пристрої, які перешкоджають зсуву вантажу, і розділові перегородки.
Різноманіття транспортних завдань новий Vito здатний вирішувати і за допомогою широкого моторного ряду. На вибір пропонуються п'ять двигунів, які відповідають стандарту Euro-4: рядні чотирициліндрові дизельні двигуни CDI другого покоління потужністю 88, 109 і 150 к.с., а також бензинові V6 з віддачею в 190 і 218 к.с. з системою уприскування Bosch Motronic ME 2.8. У кожної версії свої характеристики крутного моменту, пік якого розтягнутий в діапазоні потужності від 65 кВт до 160 кВт обертів. У базовій комплектації Vito отримав 6-швидкісну механічну трансмісію, бензинові двигуни V6 серійно комплектуються п'ятиступінчастою автоматичною коробкою передач, яка за бажанням може встановлюватися і разом з дизельними агрегатами.
Vito оснащений незалежною підвіскою всіх коліс. На передній осі встановлені амортизаційні стійки «Мак-Ферсон», на яких знаходяться кріплення стабілізатора поперечної стійкості. У підвісці задньої осі використовуються гвинтові пружини, рознесені з амортизаторами.
Автомобіль пропонується з 16-дюймовими колесами, а за бажанням можна буде замовити литі диски. У базову комплектацію всіх версій входять центральний замок, електричні склопідйомники, регулювання керма, електропривід і обігрів бічних дзеркал і CD-програвач.

### Рестайлінг (2010)

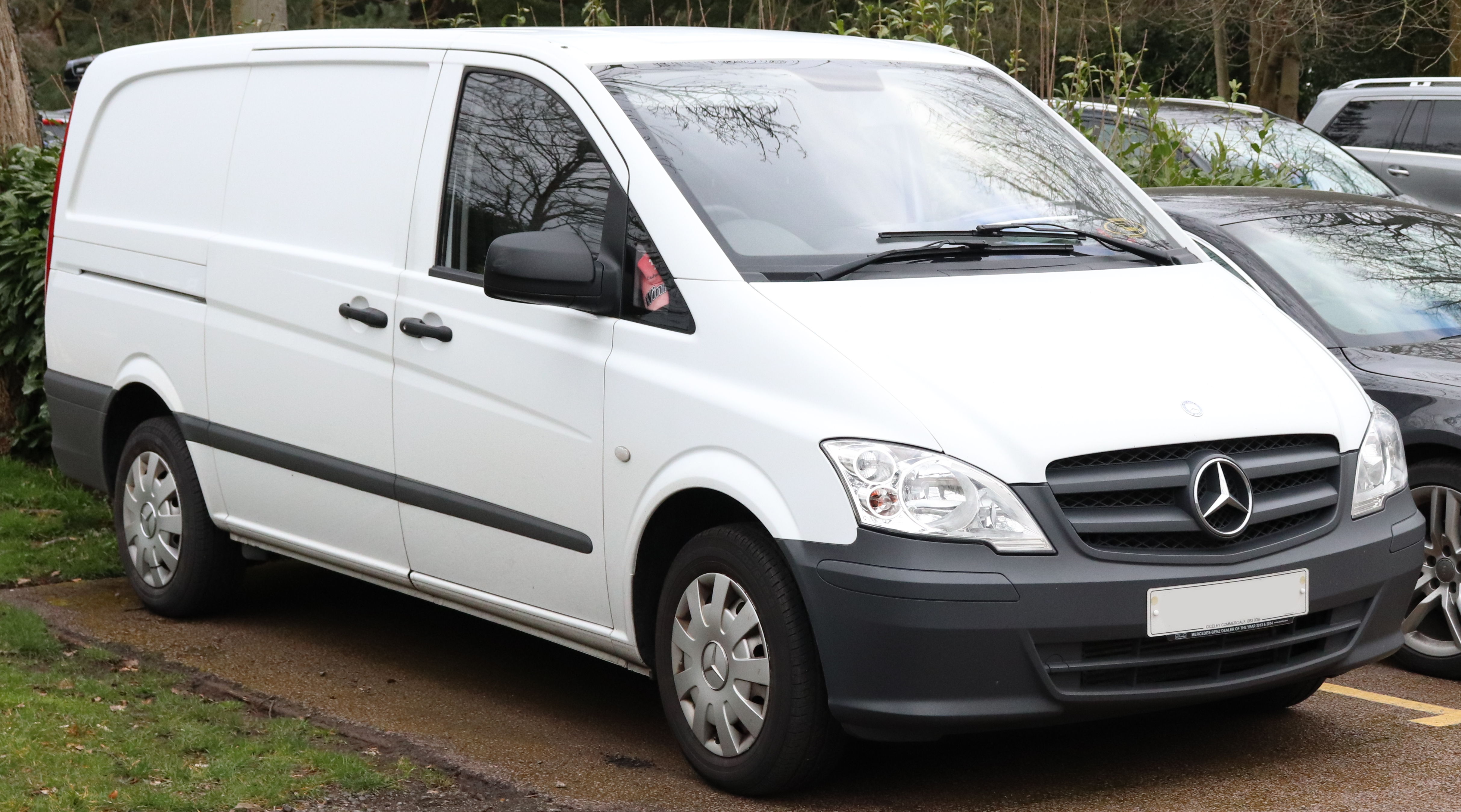
Mercedes-Benz Vito 113 CDi

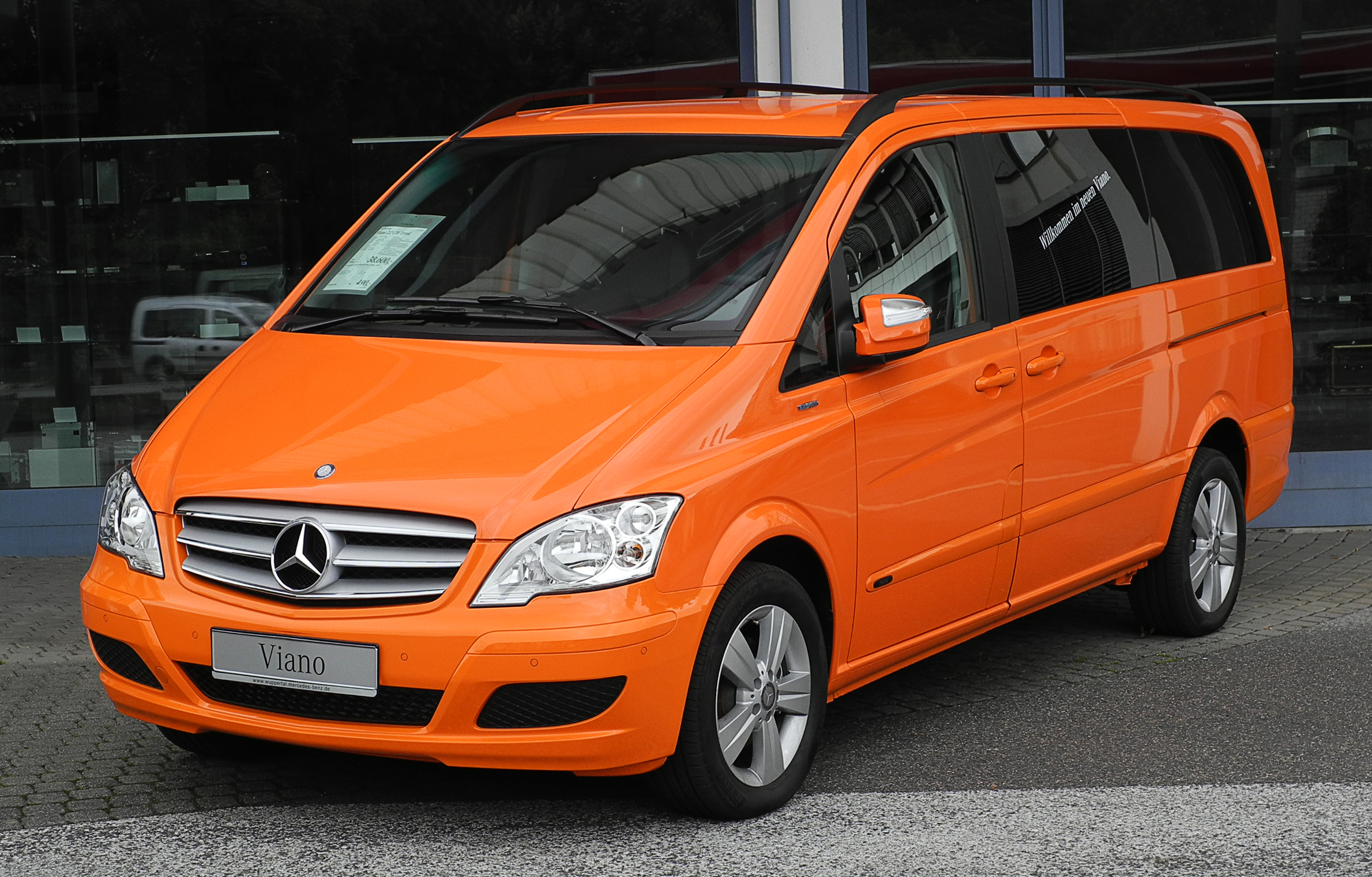
Mercedes-Benz Viano Lang CDI 2.2 BlueEFFICIENCY Trend

23 жовтня 2010 року було представлено оновлені версії Viano та Vito, раніше представлених на IAA 2010.
Крім нових двигунів, автомобілі отримали косметичні зміни зовнішності: передній та задній бампер нового дизайну, а також нові фари з денними ходовими вогнями і решітки радіатора. Фари отримали опущену вниз світлодіодну стрічку, яка аналогічно була представлена в оновленому M-Class 2008 року. В інтер'єрі Viano змінилася оббивка сидінь та з'явилося багатофункціональне кермо від моделі C-класу.
Комерційні малотонажники марки Mercedes-Benz випускаються на кількох заводах компанії як у Європі, так і за її межами.

## Будова автомобіля

### Двигуни

#### Дизельні
| Vito/Viano    | Vito/Viano            | Vito/Viano | Vito/Viano | Vito/Viano            | Vito/Viano   |
| Модель        | Тип                   | Об'єм      | Циліндри   | Потужність (кВт/к.с.) | Роки випуску |
| ------------- | --------------------- | ---------- | ---------- | --------------------- | ------------ |
| Vito 109 CDI  | OM 646 DE LA          | 2148 см³   | 4          | 65/88                 | 2003−2006    |
| Vito 109 CDI  | OM 646 DE LA (evo)    | 2148 см³   | 4          | 70/95                 | 2006−2010    |
| Vito 110 CDI  | OM 651 DE 22 LA       | 2143 см³   | 4          | 70/95                 | 2010−2014    |
| Vito 111 CDI  | OM 646 DE LA          | 2148 см³   | 4          | 80/109                | 2003−2006    |
| Viano 2.0 CDI | OM 646 DE LA          | 2148 см³   | 4          | 80/109                | 2003−2006    |
| Vito 111 CDI  | OM 646 DE LA (evo)    | 2148 см³   | 4          | 85/116                | 2006−2010    |
| Viano 2.0 CDI | OM 646 DE LA (evo)    | 2148 см³   | 4          | 85/116                | 2006−2010    |
| Vito 113 CDI  | OM 651 DE 22 LA       | 2143 см³   | 4          | 100/136               | 2010−2014    |
| Viano 2.0 CDI | OM 651 DE 22 LA       | 2143 см³   | 4          | 100/136               | 2010−2014    |
| Vito 115 CDI  | OM 646 DE 22 LA       | 2148 см³   | 4          | 110/150               | 2003−2006    |
| Viano 2.2 CDI | OM 646 DE 22 LA       | 2148 см³   | 4          | 110/150               | 2003−2006    |
| Vito 115 CDI  | OM 646 DE 22 LA (evo) | 2148 см³   | 4          | 110/150               | 2006−2010    |
| Viano 2.2 CDI | OM 646 DE 22 LA (evo) | 2148 см³   | 4          | 110/150               | 2006−2010    |
| Vito 116 CDI  | OM 651 DE 22 LA       | 2143 см³   | 4          | 120/163               | 2010−2014    |
| Viano 2.2 CDI | OM 651 DE 22 LA       | 2143 см³   | 4          | 120/163               | 2010−2014    |
| Vito 120 CDI  | OM 642 DE 30 LA       | 2987 см³   | V6         | 150/204               | 2006–2010    |
| Viano 3.0 CDI | OM 642 DE 30 LA       | 2987 см³   | V6         | 150/204               | 2006–2010    |
| Vito 122 CDI  | OM 642 DE 30 LA       | 2987 см³   | V6         | 165/224               | 2010−2014    |
| Viano 3.0 CDI | OM 642 DE 30 LA       | 2987 см³   | V6         | 165/224               | 2010−2014    |

#### Бензинові
| Vito/Viano | Vito/Viano | Vito/Viano | Vito/Viano | Vito/Viano            | Vito/Viano               |
| Модель     | Тип        | Об'єм      | Циліндри   | Потужність (кВт/к.с.) | Роки випуску             |
| ---------- | ---------- | ---------- | ---------- | --------------------- | ------------------------ |
| Vito 119   | M 112 E 32 | 3199 см³   | V6         | 140/190               | 2003−2008 з 2010 (Китай) |
| Viano 3.0  | M 112 E 32 | 3199 см³   | V6         | 140/190               | 2003−2008 з 2010 (Китай) |
| Vito 122   | M 112 E 32 | 3199 см³   | V6         | 160/218               | 2003−2004                |
| Viano 3.2  | M 112 E 32 | 3199 см³   | V6         | 160/218               | 2003−2004                |
| Vito 123   | M 112 E 37 | 3724 см³   | V6         | 170/231               | 2004−2008                |
| Viano 3.5  | M 112 E 37 | 3724 см³   | V6         | 170/231               | 2004−2007                |
| Vito 126   | M 272 E 35 | 3498 см³   | V6         | 190/258               | 2007−2014                |
| Viano 3.5  | M 272 E 35 | 3498 см³   | V6         | 190/258               | 2007−2014                |

### Ходова частина

#### Підвіска
W639 оснащений незалежною підвіскою всіх коліс. На передній осі встановлені амортизаційні стійки «Мак-Ферсон», на яких знаходяться кріплення стабілізатора поперечної стійкості. У підвісці задньої осі використовуються гвинтові пружини, рознесені з амортизаторами.

#### Трансмісія
У стандартній комплектації автомобілі серії W639 оснащувалися 6-ступінчастою механічною коробкою перемикання передач із вбудованим диференціалом. Картер коробки, картер зчеплення, підшипник і кришка приводу перемикання передач були зроблені з алюмінію. На замовлення була доступна 5-ступінчаста автоматична трансмісія TouchShift.

#### Гальмівна система
W639 комплектується дисковими гальмами діаметром 300 мм спереду і 296 мм ззаду. Передні диски вентильовані, задні — суцільні. У стандартному оснащенні є регулятор гальмівних сил і гідравлічна система екстреного гальмування Brake Assist — завдяки цьому можна впевнено почувати себе за кермом на будь-якій дорозі, а також антиблокувальна система (ABS) та електронна система розподілу гальмівних сил (EBD), яка постійно відстежувала швидкість обертання коліс на передній та задній осях під час гальмування. Якщо система передбачала, що автомобіль ризикує піти в занос, вона закривала впускні клапани на обох задніх колесах, запобігаючи збільшення тиску на задній осі.
Як гальмо стоянки застосовувалася ножна педаль.

### Безпека
За результатами краш-тесту проведеного в 2008 році за методикою Euro NCAP Mercedes-Benz Viano отримав чотири зірки за безпеку, що є дуже непоганим результатом. При цьому за захист пасажирів він отримав 31 бал, а за захист дітей 36 балів.
| Euro NCAP | Рейтинг   |
| --------- | --------- |
| Пасажири: | 4/5 зірок |
| Діти:     | 3/5 зірок |
| Пішоходи: | 1/4 зірки |

За результатами краш-тесту проведеного в 2006 році в Австралії за методикою Australasian New Car Assessment Program (ANCAP) Mercedes-Benz Viano набрав 32,66 бали з 37 і отримав 5 зірок за безпеку.
| ANCAP    | Рейтинг   |
| -------- | --------- |
| Безпека: | 5/5 зірок |

## Спеціальні версії

### Viano X-Clusive
Ця спеціальна версія Viano доступна з двигунами V6. Вона має більш спортивний зовнішній вигляд (колір «металік», 18-дюймові легкосплавні диски, хромована вихлопна труба і унікальні передній і задній бампери). У салоні встановлені спеціально розроблені шкіряні сидіння «Twin», а також центральна консоль, ручка важеля КПП і декоративна планка передній панелі з обробкою з горіхового дерева.
Viano X-Clusive продається на деяких ринках.

### Електричний Vito E-Cell

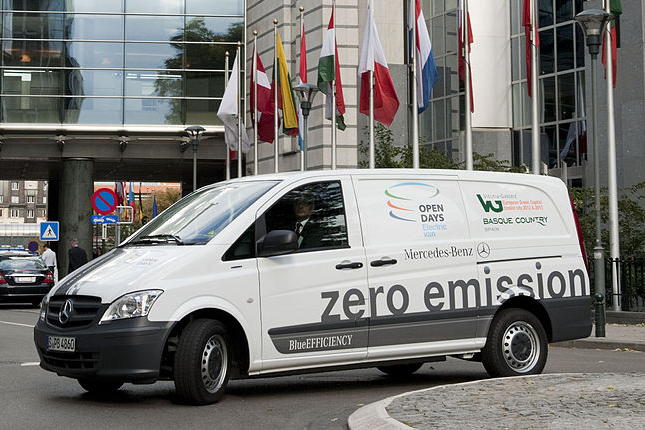
Mercedes-Benz Vito E-Cell

Mercedes-Benz Vito E-Cell випущений в серпні 2010 року обмеженим тиражем в кількості 100 штук у Віторії на півночі Іспанії, і представлений пресі для тестування в Штутгарті і Берліні. Це повинно зайняти 4 роки і 80 000 км. Транспортні засоби були виготовлені як електричні транспортні засоби. Двигун потужністю 60 кВт і літій-іонний акумулятор має корисну кількість енергії для приводу від 32 кВт (36 кВт брутто). Автомобіль може проїхати без зарядки 130 км. Максимальна швидкість становить 89 км/год. Повний цикл повної зарядки займає близько 6 годин (трифазним струмом), а змінним струмом — 12 годин. Рекуперативних гальм немає в серії випробувань, але розглядається питання про їх застосування.
З квітня 2011 року почалися продажі фургонів Vito E-Cell фургонів в окремих європейських країнах. Крім того, починаючи з 2012 року, доступний варіант у вигляді пасажирського мікроавтобуса. Обидві версії оснащені інноваційною системою рекуперативного гальмування.

### Тюнінг

#### Brabus iBusiness 3D
Тюнінг-ательє Brabus продемонструвала на Женевському автосалоні в 2011 році продовження лінійки iBusiness в особі мінівена Mercedes-Benz Viano. Внутрішнє оздоблення мінівена побудовано навколо 40-дюймового телевізора Sony Bravia LED TV з підтримкою 3D, до якого підключені ТБ-тюнер і ігрова приставка Sony PlayStation 3. Крім того на телевізор може виводитися зображення з Mac Mini. Автомобіль укомплектований цифровими пристроями фірми Apple: iPad, iPhone і iPod — вони використовуються для управління всіма мультимедійними функціями системи. Напроти телевізора розташовуються 2 шкіряних крісла, з можливістю трансформації в горизонтальне положення, підставкою для ніг, складними столиками, а також неподалік знаходиться холодильник.
Технічно автомобіль також зазнав змін. Brabus iBusiness 3D оснащений 6,1 л двигуном V8, який розвиває потужність 426 к.с. і крутний момент 612 Нм. З місця «до сотні» завдяки такому мотору бізнес-мінівен розганяється за 5,9 с і розвиває максимальну швидкість 250 км/год. Крім такого мотора можна замовити менш потужні модифікації, обладнані двигунами об'ємом 2,2 CDI, 3,0 CDI, 3,5, 3,8, 4,0 і 4,4 літра.
| Brabus           | Brabus | Brabus   | Brabus                | Brabus       |
| Модель           | Об'єм  | Циліндри | Потужність (кВт/к.с.) | Роки випуску |
| ---------------- | ------ | -------- | --------------------- | ------------ |
| Viano 4.4 Brabus | 4,3 л  | V6       | 239/325               | ?            |
| Viano 6.1 Brabus | 6,0 л  | V8       | 313/426               | ?            |